# Xiuwen (köping i Kina, Sichuan)
Xiuwen (kinesiska: 修文镇, 修文) är en köping i Kina. Den ligger i provinsen Sichuan, i den sydvästra delen av landet, omkring 81 kilometer sydväst om provinshuvudstaden Chengdu. Antalet invånare är 39 152. Befolkningen består av 19 502 kvinnor och 19 650 män. Barn under 15 år utgör 10,0 %, vuxna 15-64 år 77 %, och äldre över 65 år 12,0 %.
Genomsnittlig årsnederbörd är 1 512 millimeter. Den regnigaste månaden är juli, med i genomsnitt 367 mm nederbörd, och den torraste är januari, med 14 mm nederbörd.